# كواليتي نت
كواليتي نت هي شركة كويتية توفر الخدمات في مجال الاتصال المعلوماتية ونطاق الإنترنت.
شركة solutions by stc تأسست في عام 1998 بموجب الاكتتاب العام الذي أجرته وزارة المواصلات، كجزء من استراتيجيتها الرامية إلى خصخصة قطاع خدمات الإنترنت ونقل البيانات داخل دولة الكويت.
من خلال تقديم خدمات مخصصة وشاملة في مجال الإنترنت، الربط المخصص للبيانات، تقنية المعلومات والاتصالات، إنترنت الأشياء، وحلول دعم الشبكة والبنية التحتية واحتياجات التطبيقات للشركات، حققت الحلول التي توفّرها solutions by stc نمواً كبيراً لتصبح اليوم الوجهة الأولى والشاملة لحلول الأعمال والنواقل والمشغلين، والتي تلبي كافة احتياجات الشركات والهيئات الحكومية على الصعيدين المحلي والإقليمي.
وبفضل خبراتنا التي تمتدّ على مدى عقدين من الزمن في تقديم الحلول المبتكرة والمتطوّرة، نقدّم حلول الاتصال، الخدمات الثابتة والمتنقلة أو 5G اللاسلكية، تكنولوجيا 5G، تكنولوجيا المعلومات والاتصالات، إنترنت الأشياء، وأحدث خدمات ومنتجات تقنية المعلومات، تحت مظلّة واحدة وفي وجهة متكاملة وشاملة.

## تاريخ التأسيس
تأسست في عام 1998 في الكويت، وتشمل خدماتها جميع نطاقات الإنترنت بما في ذلك نقطة الاتصال اللاسلكية، وتعتبر أول شركة في الكويت تقدم هذه الخدمات، في عام 2005، أطلقت الشركة قطاع خدمات تكنولوجيا المعلومات والاتصالات، وذلك بالتعاون مع عدد من الشركات في الخارج.